# Познанский, Александр Семёнович
Александр Семёнович Познанский (18 [31] января 1903, Кривой Рог, Херсонская губерния — 8 июня 1974, Горький) — советский учёный-психиатр. Доктор медицинских наук (1960), профессор (1962).

## Биография
Родился 18 (31) января 1903 года в местечке Кривой Рог.
В 1927 году окончил Одесский медицинский институт. В 1927—1931 годах работал врачом в наркологическом диспансере и психиатрической клинике в Одессе.
В 1931—1944 годах — сотрудник Украинского психоневрологического института (Харьков). Кандидат медицинских наук с 1938 года.
В 1944—1959 годах — в Горьковском медицинском институте имени С. М. Кирова: ассистент, доцент кафедры психиатрии.
В 1960—1970 годах — заведующий кафедрой психиатрии Башкирского государственного медицинского института.
Умер 8 июня 1974 года в Нижнем Новгороде, где и похоронен на Бугровском кладбище.

## Научная деятельность
Исследовал проблемы общей психопатологии, клинико-экспериментальные и психофармакологические исследования галлюцинаторных, бредовых, кататонических, эмоциональных синдромов при шизофрении, травматических психозах.
Автор более 90 научных работ.
В 1960—1968 годах — председатель общества невропатологов и психиатров Башкирской АССР.
Ученик академика В. П. Протопопова.